# Genlisea angolensis
Genlisea angolensis är en tätörtsväxtart som beskrevs av Peter Good. Genlisea angolensis ingår i släktet Genlisea och familjen tätörtsväxter. Inga underarter finns listade i Catalogue of Life.